# Ризенер, Жан-Анри
Жан-Анри Ризенер (нем. Johann Heinrich Riesener, фр. Jean-Henri Riesener; 4 июля, 1734, Гладбекк, Германия — 6 января 1806, Париж) — один из самых известных французских мебельщиков и бронзовщиков французского неоклассицизма второй половины XVIII века; мастер немецкого происхождения.

## Биография
Жан-Анри Ризенер был вторым из трёх сыновей в семье судебного пристава Яна Германа Ризенера и его жены Маргареты, урождённой Брамс, в фермерской деревне Гладбекк близ Кёльна, Северный Рейн-Вестфалия. Его отец кроме работы судебным клерком у кёльнского архиепископа подрабатывал токарным ремеслом.
Жан-Анри прибыл в Париж около 1755 года чтобы завершить образование. В столице Франции стал учеником мастера-мебельщика Жан-Франсуа Эбена, также немца по происхождению. Исторически так сложилось, что наиболее известные и умелые мастера-мебельщики, поставщики французского двора, были по происхождению немцами или голландцами протестантского вероисповедания. В семьях мастеров-протестантов традиционно сохранялась высокая культура работы в ремесленных мастерских.
После смерти Эбена в 1763 году и до 1768 года Ризенер руководил его мастерской в парижском Арсенале и даже женился в 1767 году на его вдове Франсуазе-Маргарите Вандеркруз, сестре краснодеревщика Роджера Вандеркруза. От этого брака родился сын Анри-Франсуа (1767—1828), ставший позднее живописцем. В 1768 году Жан-Анри Ризенер получил звание мастера, а в 1774 году стал придворным мебельщиком короля Людовика XV (ébéniste du Roi). «Эбенистами» называли мастеров, работавших с дорогими породами чёрного и красного «заморского» дерева (фр. ébène — чёрное дерево). Ризенер оставался в этой должности двенадцать лет, пока его не сменил Вильгельм Бенеман. Ж.-А. Ризенер имел много заказчиков и покровителей при королевском дворе. Об выполнял заказы Марии-Антуанетты вплоть до революции 1789 года.
Для раннего периода творчества Ризенера характерна мебель в стиле рококо, маркетри с изображениями цветов, плодов, вазонов и гирлянд. Бронзовые детали в виде аллегорических фигур мастер выполнял сам. Однако, несмотря на высокое качество его работы, в 1785 году поставщиком королевского двора стал Вильгельм Бенеман, также мастер немецкого происхождения. Тогда Ризенер изменил свой стиль. В его новой мебели, отражавшей вкусы эпохи Людовика XVI стали преобладать прямые линии, геометрический орнамент, прямоугольные формы со слегка закруглёнными углами, лёгкие бронзовые гирлянды и розетки в сочетании с фанеровкой красным деревом махагони. Самое знаменитое произведение — цилиндрическое «бюро Людовика XV» (фр. Bureau du Roi), начатое в 1760 году Эбеном по рисунку Жан-Клода Дюплесси и законченное Ризенером в 1769 году. Бюро с цилиндрической крышкой украшено маркетри, вызолоченными бронзовыми деталями и плакетками севрского фарфора. До настоящего времени оно экспонируется во «Внутреннем кабинете короля» в Версале.
Ризенер выполнял заказы короля Людовика XVI и членов королевской семьи. Именно Ризенер изобрёл мебельный механизм для автоматического подъёма цилиндрической крышки бюро. Модернизированный механизм Ризенера используется до настоящего времени. Ризенер применял китайские лаковые панно, заказывал бронзовые детали Ж.-К. Дюплесси, А.-А. Раврио, П. Гутьеру, П.-Ф. Томиру. Ризенер продолжал работать и после революции, в период Директории (1795—1799). Несмотря на связи с дворянством, он пришёл к согласию с новой властью. Вместе с художником Жаком Луи Давидом — якобинцем и членом Национального конвента — и Юбером Робером в 1793 году он стал членом комиссии, готовившей экспертные заключения по конфискованной у дворян мебели для революционных аукционов. Его компетентность и знания все ещё ценились, но былой славы он уже не имел. В 1801 году он закрыл свою мастерскую в Арсенале и переехал на улицу Сент-Оноре, 2. Некогда знаменитый эбенист всё более удалялся от дел и умер в нищете 6 января 1806 года в возрасте семидесяти одного года. Его могила неизвестна, но потомки поставили ему памятный камень на кладбище Пер-Лашез.
- Бюро Марии-Антуанетты. 1783. «Золотистый Кабинет» (Cabinet doré) малых апартаментов королевы в Большом версальском дворце
- Секретер с китайскими лаковыми панно. 1783. Чёрное дерево, золочёная бронза. Метрополитен-музей, Нью-Йорк
- Деталь
- Королевское бюро. 1769. Большой дворец в Версале, Внутренний кабинет короля
- Королевсое бюро. Деталь с часами и маркетри
- Угловой шкафчик. 1785
- Комод. 1770—1780
- Комод с маркетри. 1755—1780
- Деталь стола. 1781

## Память
В родном городе мастера, в Гладбекке, существуют гимназия Ризенера, улица Ризенера и «фонтан Ризенера» (Riesener-Brunnen).